# 上海开放大学

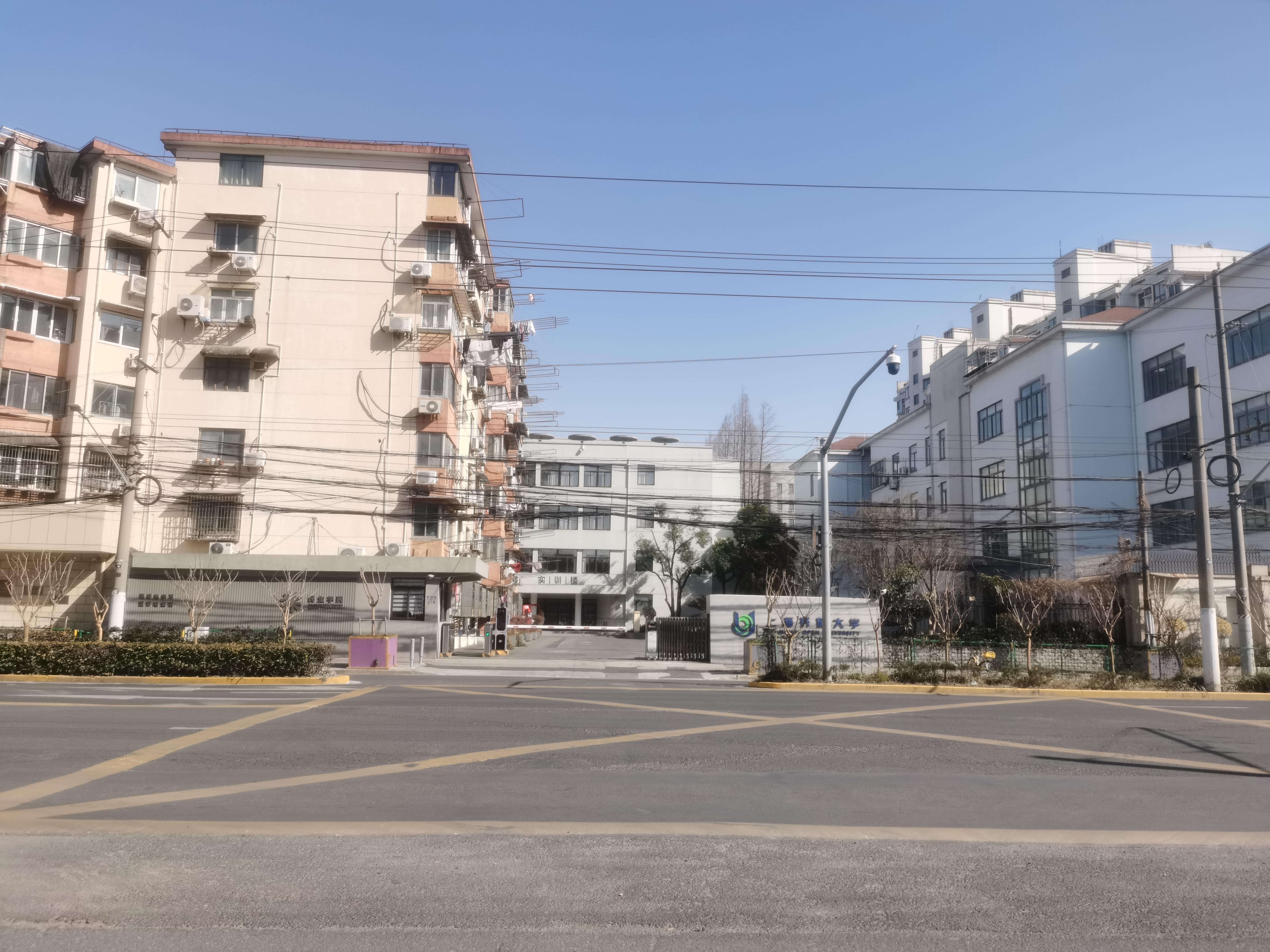
上海开放大学民星路校区（民生学院）

上海开放大学（上海远程教育集团），原名上海电视大学，是位于上海市的一所公办成人高等院校，主要通过远程教育等方式，面向成人开展本专科教育。

## 校史
1960年4月6日，复旦大学、华东师范大学、华东化工学院等位于上海的高校和上海人民广播电台联合成立上海电视大学，该校是中国大陆最早的广播电视大学，隶属于上海市高等教育局，时任华东师范大学党委书记、副校长常溪萍兼任首任校长；时任复旦大学副校长苏步青、华东化工学院院长张江树、上海市总工会副主席沈涵和上海市教育局副局长马飞海兼任副校长，总部设在永安大楼五楼。该校建立前，已经于3月招收学生17940人；而在学校创设初期，该校陆续开设了数学、物理、化学、中文等专业，并明确让部分课程的结业水平对标大学本科毕业水平。全上海市共建立了28个电大辅导站、576个收看点，公开招收学员，并通过自学、广播、面授辅导方式进行教学。1965年，该校招收第二届5218名新生。该校第一届学员于1966年毕业，获得的文凭于1981年被追认为有效的大学本科文凭。1966年6月，学校因文化大革命爆发，被迫停办。
1978年3月，上海市革命委员会批准复办电视大学，举办成人大专教育，总部依旧设在永安大楼五楼内，和上海电视台社教组共用办公地。当年，上海电视大学录取了新生7707人。1979年2月，上海电大与上海业余工业大学（今上海第二工业大学）联合办学，学生规模一度占到上海大学生总数的三分之一，弥补了文化大革命造成的人才和知识断层，较大提升了上海教育系统内教师的学历层次；1979年5月，学校迁入陕西北路80号，和业余工大合署办公。1983年7月，上海电大与市业余工大分开，校址迁至控江路1130号。1984年7月，电大校址和杨浦区业余大学交换校址，又迁至鞍山七村24号（今阜新路25号）。1987年7月1日，上海电视台正式启用有线电视26频道，专门用于播出电视大学的教育节目；1989年开始，该校试点招收“往届生”；1994年，放送电大教育节目的26频道划拨给电视大学下设的上海教育电视台。
上海电视大学自1980年代末以来，生源锐减。为了学校发展，电视大学开设了计算机应用、英语、金融等专科升本科（专升本）课程，并广泛投入社会培训之中，首先提出并开展了“上海市计算机应用能力考核”项目。1996年，依托中央电大的资源，举办专升本教育。1998年，独立举办开放专科教育，考试权下放给上海市教委，采用“免试入学、宽进严出”的模式，实施学分制管理。
2000年1月24日，经上海市人民政府批准，上海电视大学吸收上海教育电视台、上海电视中等专科学校和上海市电化教育馆，联合组建上海远程教育集团。2002年，上海市教委同意将华东师范大学国顺路校区（原上海教育学院）有偿划转上海电视大学。2004年9月，上海电视大学将其校训定为“有教无类，乐学致远”。同年11月，上海电视大学国顺路校区新教学楼竣工投用。
2010年10月，国务院办公厅印发《关于开展国家教育体制改革试点的通知》，明确将上海电视大学列入开放大学试点。2012年6月，教育部发布教发函〔2012〕105号，批准上海电视大学更名为上海开放大学，撤销原上海电大建制，并承办上海市终身教育学分银行。同年7月，上海监狱引入远程教育，並且與上海开放大学合作成立上海开放大学普晟分校。2014年，学校被上海市学位委员会增列为学士学位授予单位。2020年12月13日，上海开放大学开设的家政学本科专业首次招生。

## 院系设置
学校设有公共管理学院、经济管理学院、理工学院和人文学院4个二级学院，开设46个专业，在上海市设有40所分校、教学点。其中，国顺路校区、阜新路校区、中原路校区是该校的三个直属校区，其余均为挂牌校区或分校。

## 直属独立法人
目前，上海开放大学直接管理或代管下列事业单位和国有企业：
- 上海教育电视台
- 上海市电视中等专科学校（上海市电视高级中学、上海市学习型社会建设服务指导中心）
- 上海市电化教育馆（上海市教育委员会基础教育资源中心）
- 上海远教资产管理有限公司